# Visby Lokaltrafik

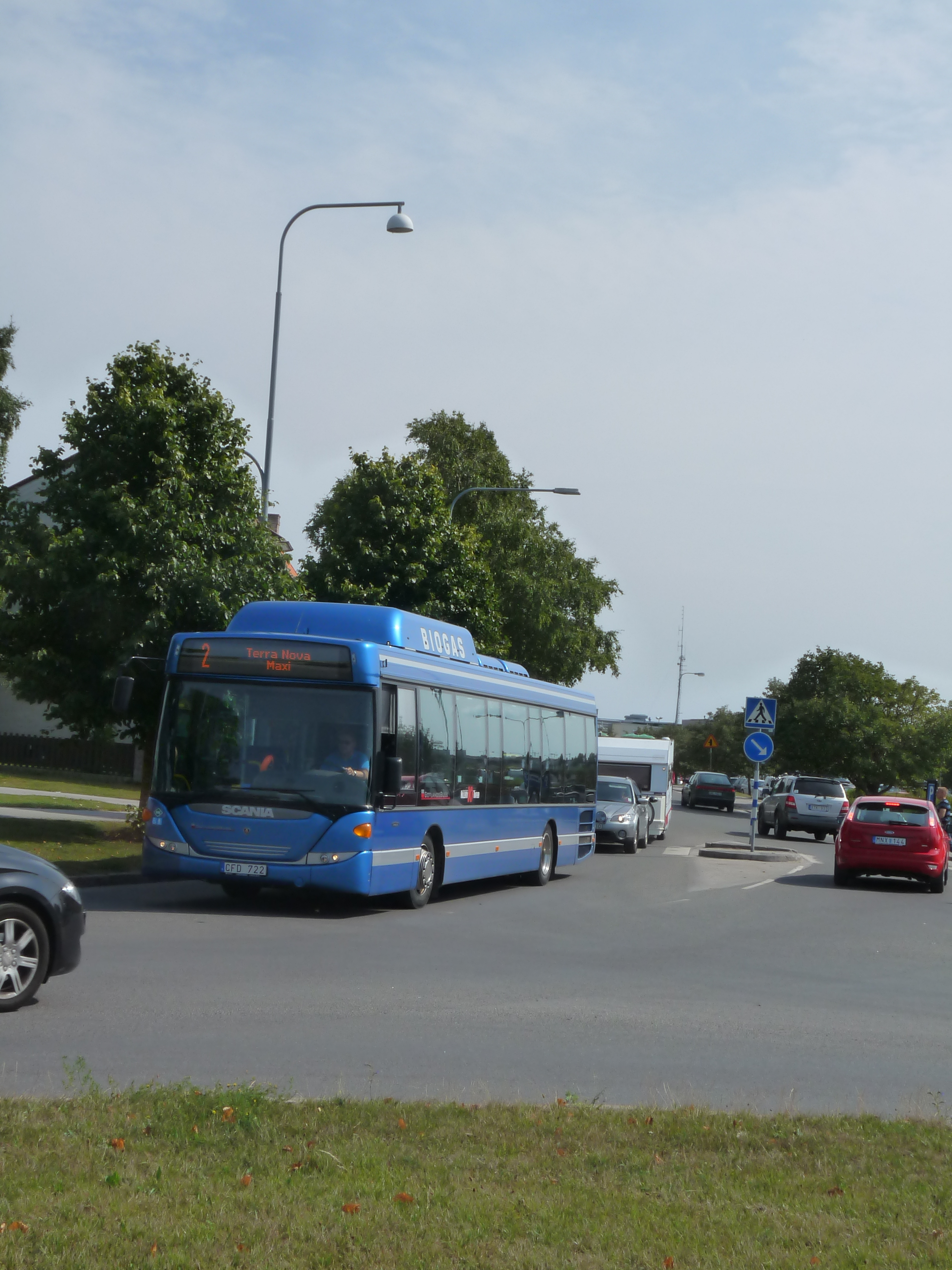
Linje 7 i korsningen Jägargatan och Kung Magnus väg.

Visby Lokaltrafik AB var tidigare trafikutövare för stadstrafiken i Visby på uppdrag av Region Gotland. I upphandlingen med trafikstart i juni 2009 ingick stadstrafiken i kontraktet med Gotlandsbuss AB, men Visby Lokaltrafik körde fortfarande bussarna.
2023 avslutades verksamheten när Bivab (Buss i Väst AB) tilldelades kontraktet för kollektivtrafiken på Gotland fram till 2033.
Visby Lokaltrafik köpte fyra biogasbussar 2010 och har två minibussar. Garaget ligger i stadsdelen Skarphäll i Visby.

## Linjenät
| Linje | Sträckning                                                                                      |
| ----- | ----------------------------------------------------------------------------------------------- |
| 1     | Gråbo – Lasarettet                                                                              |
| 2     | Terra Nova – Östercentrum                                                                       |
| 3     | Österby – Visby busstation                                                                      |
| 4     | Snäck – Visby busstation                                                                        |
| 5A    | Ringlinje:Lasarettet - Östercentrum - Gråbo - Terra Nova - ICA Maxi - Östercentrum - Lasarettet |
| 5B    | Ringlinje: Lasarettet - Östercentrum - ICA Maxi - Terra Nova - Gråbo - Östercentrum             |
| 6     | Visby busstation – Visby hamnterminal – Almedalen – Visby busstation                            |